# Hr.Ms. Friesland (1956)
Hr.Ms. Friesland was een Nederlandse onderzeebootjager van de naar dit schip genoemde Frieslandklasse.

## Historie
Hr.Ms. Friesland was een van de acht Frieslandklasse onderzeebootjagers. Het schip werd gebouwd in Amsterdam bij NDSM. De kiellegging vond plaats op 17 december 1951 waarna het schip op 21 februari 1953 te water werd gelaten. De in dienst stelling volgde op 22 maart 1956.
In juli 1956 bracht de Friesland, samen met Hr.Ms. Zeeland en de kruiser Hr.Ms. De Zeven Provinciën een bezoek aan Leningrad voor de eerste keer sinds 1914. In de haven van Kronstadt werd men officieel verwelkomd door de Sovjet autoriteiten.
In 1962 tijdens het conflict met Indonesië over Nieuw-Guinea voorkwam de Friesland een landing van Indonesische troepen op het eiland Misool, toentertijd onderdeel van Nederlands-Nieuw-Guinea.
Op 29 juni 1979 werd het schip uit dienst gesteld.
Na de uit dienst name was de Friesland het enige schip van de Frieslandklasse dat werd gesloopt en niet verkocht aan Peru.

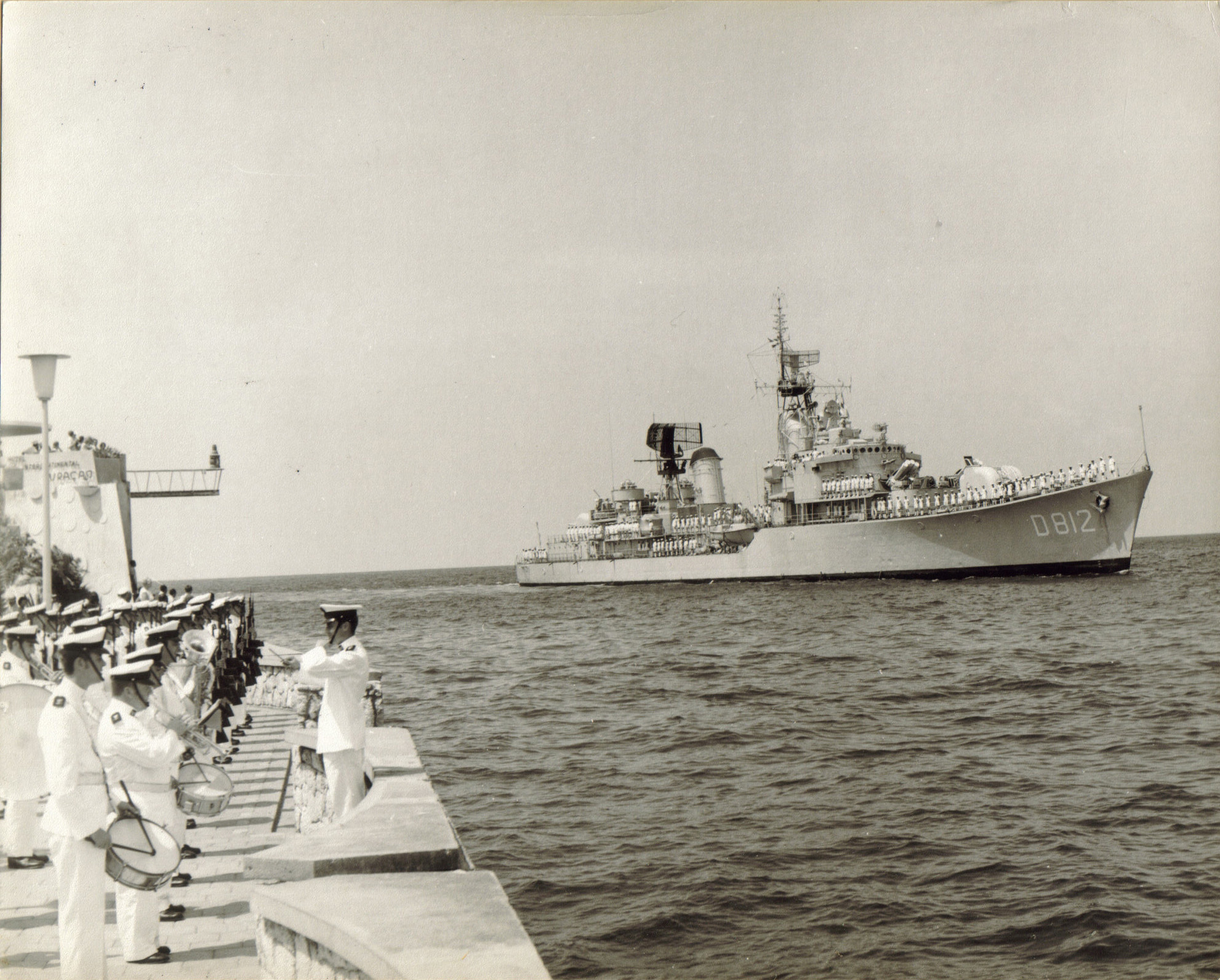
Binnenkomst te Curaçao 5 okt. 1970
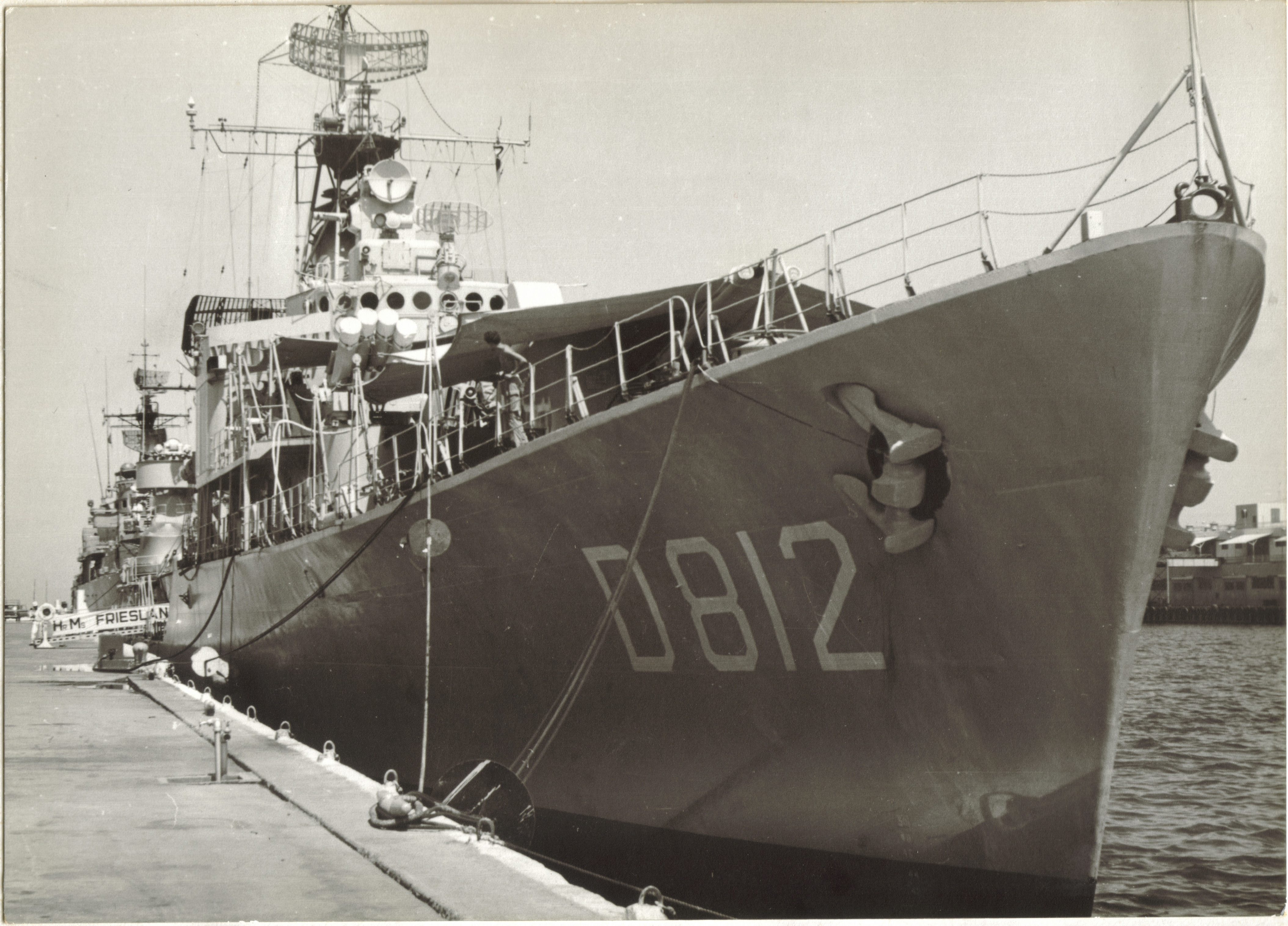
1970-'71 In de buurt van Curaçao
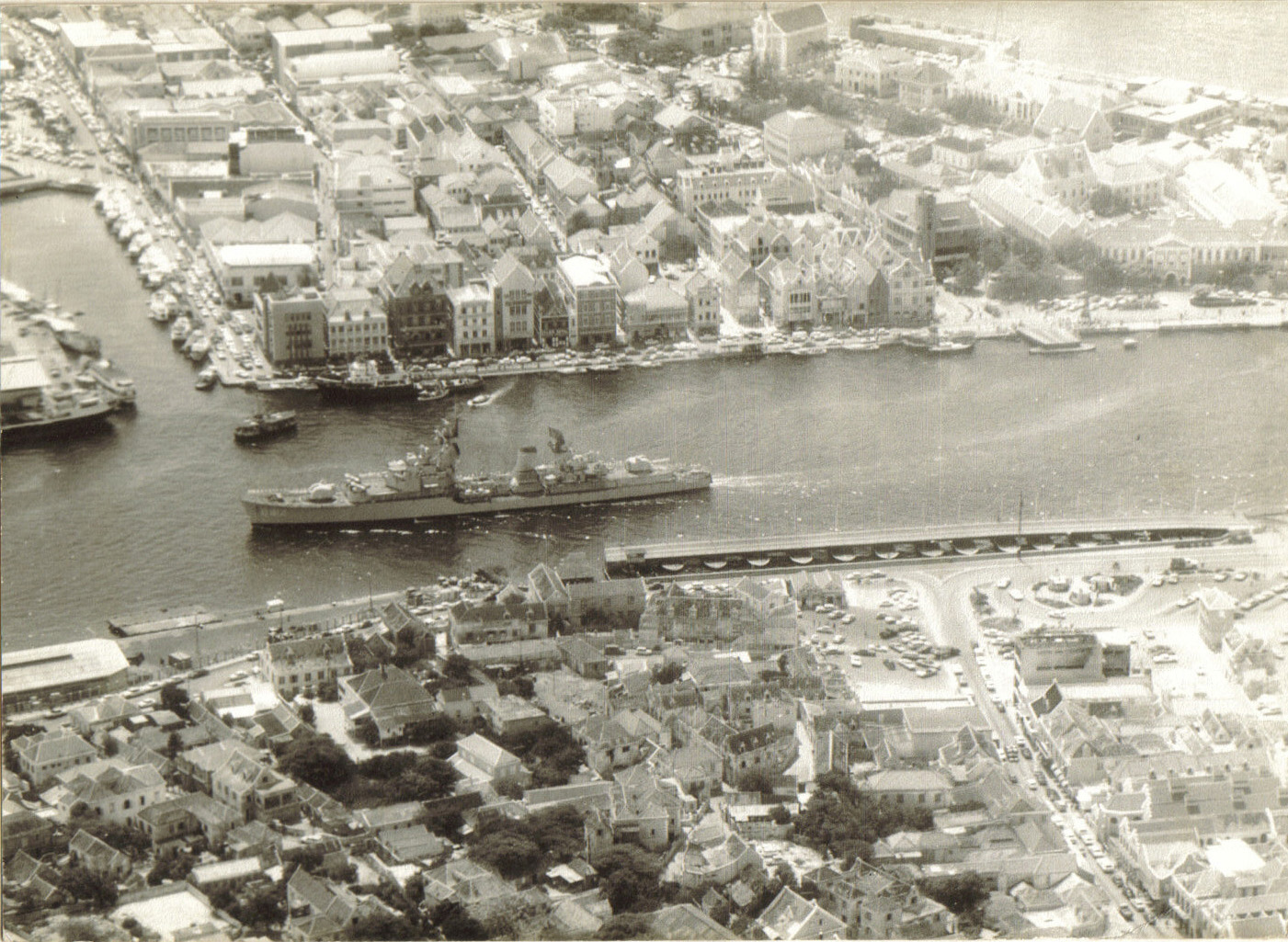
Luchtfoto, Willemstad (Curaçao)
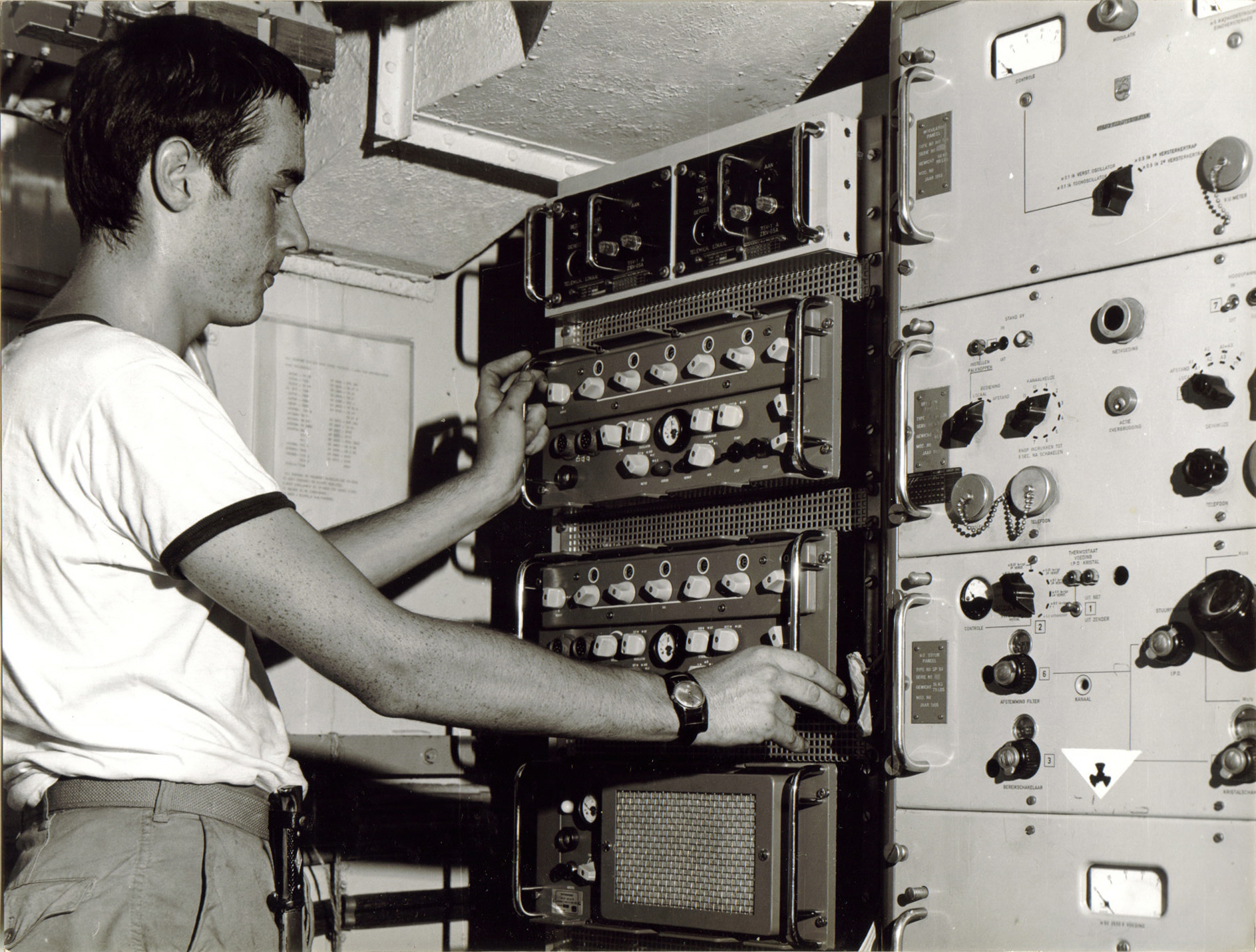
Radioapparatuur rond 1970